# Southern Ontario Junior A Hockey League
La Southern Ontario Junior A Hockey League era una lega di livello Tier II Junior "A" di hockey su ghiaccio operativa fra il 1970 e il 1977 nell'Ontario meridionale, Canada. Fu poi soppiantata dall'attuale Ontario Provincial Junior A Hockey League.

## Storia
Nasce nel 1970 dalla Western Ontario Junior A Hockey League in seguito ad un rimescolarsi di eventi nellìhockey canadese. In quell'anno infatti la Top Tier of Junior Hockey ruppe i rapporti con la Ontario Hockey Association, abbandonandola. Per salvarsi la faccia la OHA negoziò con WOJAHL, da cui si era separata burrascosamente pochi anni prima. La lega fu così riaccolta nella OHA cambiando il suo nome in Southern Ontario Junior "A" Hockey League.
Nel 1971 il titolo andò ai Detroit Jr. Red Wings, con protagonisti Mark Howe, figlio della leggenda Gordie Howe,  e il figlio di Terry Sawchuk, Gerry Sawchuk.  Detroit sconfisse nella serie finale Guelph 3-2.  La stagione successiva vide i Guelph CMC's prendersi la rivincita 4-1.  I CMC's si spinsero oltre e vinsero la prima Manitoba Centennial Cup come campioni canadesi Tier II Junior "A".
Nel 1973 i Chatham Maroons vinsero il titolo e bastterono anche i campioni della Ontario Provincial Junior A Hockey League, i Wexford Warriors, per la OHA Crown.  La stagione successiva vinsero Windsor Spitfires, sconfitti però poi dai Warriors in 7 partite.
Il titolo 1975 andò ancora ai CMC's.  Fecero poi tutta la strada verso il titolo nazionale ma furono sconfitti dai campioni della Alberta Junior Hockey League.  L'anno successivo i CMC's furono comprati e cambiarono nome in Guelph Platers.  Vinsero ancora una volta la lega e si qualificarono per le finali nazionali. I primi avversari furono i Rockland Nationals della Central Junior A Hockey League, con cui persero subito 4 partite a 3.
Nel 1975-76 la lega ebbe sei squadre grazie all'adesione di Hamilton Mountain A's e Owen Sound Greys. I Jr. Red Wings tornarono a giocare negli USA, i Sarnia Bees passarono alla neonata Western Junior B Hockey League e gli Windsor Spitfires (che intanto erano divenuti i Bulldogs) si trasferirono all'Ontario Hockey League.
All'inizio della stagione 1976-77 i Collingwood Blues aderirono alla lega ma altre tre squadre ne uscirono facendo cadere il numero a quattro: i Niagara Falls Flyers fallirono per formare una nuova franchigia OHL in quella città, i Welland Sabres cessarono anch'essi l'attività e Chatham tornò agli Junior B.
Dopo i playoff 1977 la lega fallì e  i Platers e gli A's furono invitati nella OPJHL. I Greys si fermarono un anno e poi passarono alla Major Intermediate A Hockey League. Collingwood tornò agli Junior B.

## Le squadre
| Squadra               | Città       | Anni    | Note                                                                               |
| Brantford Majors      | Brantford   | 1970-72 | Ora nella Midwestern Junior B Hockey League                                        |
| Buffalo Tondas        | Buffalo     | 1973-74 | Precursore dei Buffalo Jr. Sabres                                                  |
| Chatham Maroons       | Chatham     | 1970-76 | Ora nella Western Junior B Hockey League                                           |
| Collingwood Blues     | Collingwood | 1976-77 | Ora nella OPJHL                                                                    |
| Detroit Jr. Red Wings | Detroit     | 1970-74 | Legata al team NHL dei Detroit Red Wings                                           |
| Guelph CMC's          | Guelph      | 1970-75 | Campioni 1972 del Manitoba Centennial Trophy Cambiarono poi nome in Guelph Platers |
| Guelph Platers        | Guelph      | 1975-77 | Si chiamano ora Owen Sound Attack                                                  |
| Hamilton Mountain A's | Hamilton    | 1975-77 | Trasferiti alla OPJHL, fallirono nel 1984                                          |
| Michigan Americans    | Utica,      | 1973-74 | Uno dei tanti team che a Utica giocarono nel 73-74 e fallirono.                    |
| Niagara Falls Flyers  | Niagara     | 1972-76 | Rimpiazzarono una squadra omonima nel 1972                                         |
| Owen Sound Greys      | Owen Sound  | 1975-77 | Passarono alla Major Intermediate A Hockey League nel 1978.                        |
| St. Thomas Elgins     | St. Thomas  | 1970-73 | Ora nella Western Junior B Hockey League                                           |
| Sarnia Bees           | Sarnia      | 1971-72 | Ora si chiamano Sarnia Blast                                                       |
| Welland Sabres        | Welland     | 1970-76 | Fallirono prima della lega                                                         |
| Windsor Spitfires     | Windsor     | 1971-75 | Tuttora attivi nell'Ontario Hockey League                                          |

## Vincitori del Jack Oakes Memorial Trophy
- 1977 Guelph Platers
- 1976 Guelph Platers
- 1975 Guelph CMC's
- 1974 Windsor Bulldogs
- 1973 Chatham Maroons
- 1972 Guelph CMC's
- 1971 Detroit Jr. Red Wings